# Lamania sheari
Lamania sheari är en spindelart som först beskrevs av Brignoli 1980.  Lamania sheari ingår i släktet Lamania och familjen Tetrablemmidae.
Artens utbredningsområde är Sulawesi. Inga underarter finns listade i Catalogue of Life.